# 寸座站

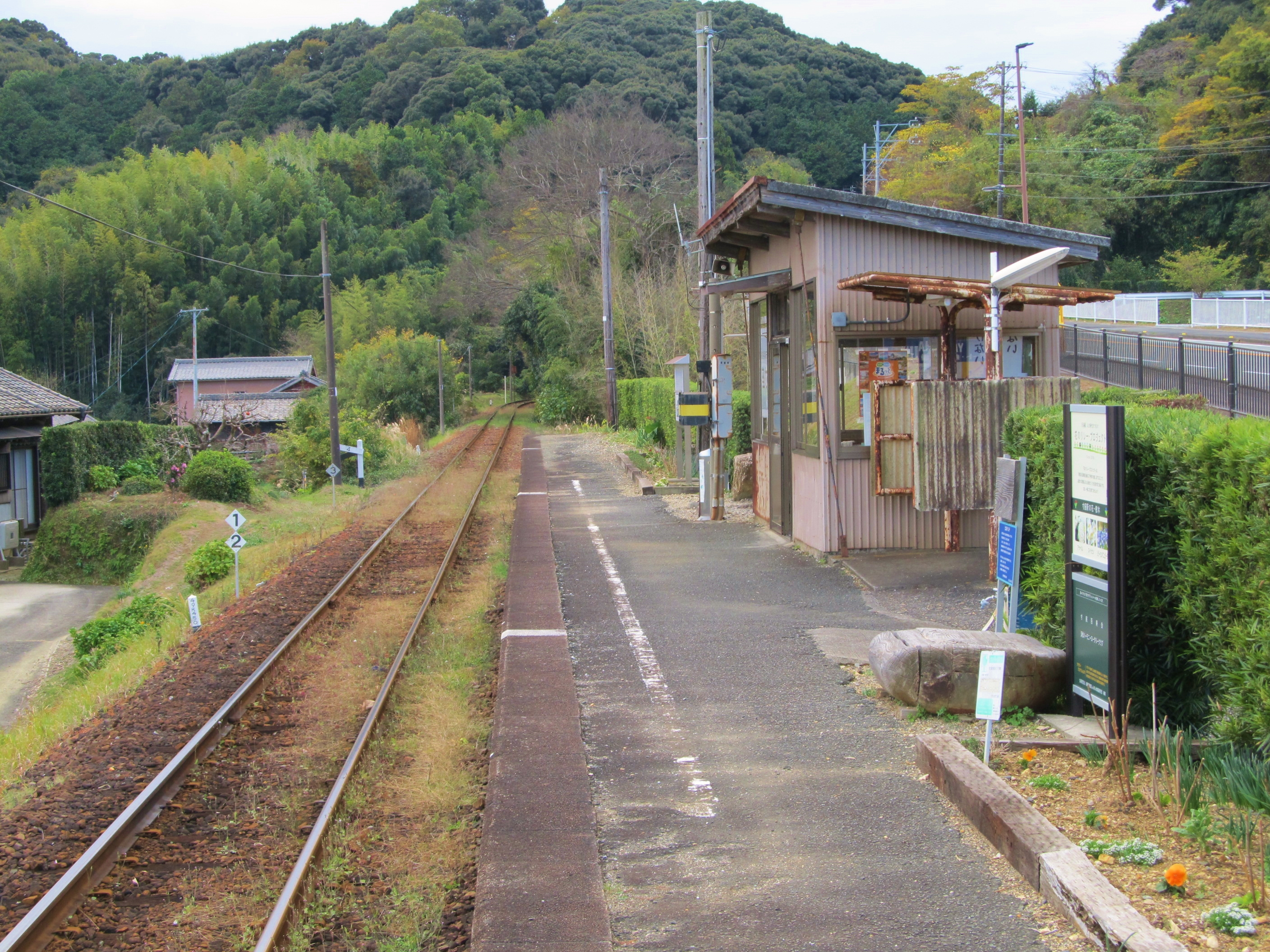
月台(2022年12月)

寸座站（日语：／ Sunza eki */?）是位於靜岡縣濱松市濱名區細江町氣賀11136番3號，天龍濱名湖鐵道的天龍濱名湖線車站。

## 歷史
- 1955年（昭和30年）5月6日 - 國鐵二俁線車站啟用。
- 1987年（昭和62年）3月15日 - 二俁線由天龍濱名湖鐵道接管，成為天龍濱名湖鐵道車站。

## 車站構造
車站是一座地面車站，設有1面1線的單式月台。此站是無人車站。月台上設有候車室。

## 使用狀況
以下為近年1日平均乘車人次
| 乘車人次變化 | 乘車人次變化      |
| 年度         | 一日平均 乘車人次 |
| ------------ | ----------------- |
| 2008         | 36                |
| 2009         | 31                |
| 2010         | 27                |
| 2011         | 23                |
| 2012         | 22                |
| 2013         | 17                |
| 2014         | 19                |
| 2015         | 13                |
| 2016         | 18                |
| 2017         | 14                |
| 2018         | 13                |

## 車站周邊
車站附近較少住宅。
- 濱名湖
- 國道362號（日语：国道362号）
- 遠鐵巴士（日语：遠鉄バス）寸座西巴士站

## 相鄰車站
天龍濱名湖鐵道
天龍濱名湖線
西氣賀－寸座－濱名湖佐久米

## 注腳
1. ↑  濱松市統計書

## 外部連結
- 寸座站 （页面存档备份，存于）（日語） - 天龍濱名湖鐵道株式會社